# Corallus cropanii
Corallus cropanii es una especie de la familia de las boas, endémica del estado de São Paulo, Brasil, encontrada únicamente en los municipios de Miracatu, Pedro de Toledo, Eldorado, Sete Barras  y Santos, en la Mata Atlántica.
Descrita en 1953 por Alphonse Richard Hoge, del Instituto Butantan. Un ejemplar vivo fue llevado a Hoge por un habitante de Miracatu. En los años siguientes llegaron otros cuatro ejemplares al Instituto, pero estaban muertos, uno de ellos había sido fotografiado vivo.
En 2017, después de 60 años de búsqueda, investigadores del Instituto Butantan y del Museo de Zoología de la Universidad de São Paulo encontraron en el municipio de Sete Barras, del Valle del Ribeira, un ejemplar vivo de la serpiente Corallus cropanii. Un macho com 1,70 m de longitud y peso de 1,5 kg. Según los investigadores, esta especie no es venenosa y mata a sus presas envolviéndolas con su cuerpo y aplastándolas.

## Descripción
Corallus cropanii alcanza en promedio 1,28 m de longitud, posee fosetas sensoras labiales profundas, pupilas verticales e dentición aglifa. Presenta una coloración dorsal verde oliva a amarillenta (naranja cerca de la boca), com manchas romboides marrón obscuro, desde la nuca y la garganta hasta la cola. Los escudos ventrales son amarillos con bordes manchados de com marrón obscuro; estas manchas progresivamente se vuelven mayores al acercarse a la cola, obscureciendo el abdomen.
Es vivípara, semiarbórea y se alimenta de pequeños mamíferos, que caza con su cuerpo. Uno de los ejemplares encontrado estaba en un árbol a 1,5 m del suelo y tenía en el estómago restos del marsupial Metachirus nudicaudatus.